# Відімірешть
Відімірешть, Відімірешті (рум. Vidimirești) — село у повіті Мехедінць в Румунії. Входить до складу комуни Бала.
Село розташоване на відстані 263 км на захід від Бухареста, 28 км на північний схід від Дробета-Турну-Северина, 98 км на північний захід від Крайови.

## Населення
За даними перепису населення 2002 року у селі проживали 218 осіб, з них 214 осіб (98,2%) румунів. Усі жителі села рідною мовою назвали румунську.